# Jacob Cornelisz. van Wouw
Jacob Cornelisz. van Wouw of van Wou (1545 - 1620) was een lakenkoopman in ´s-Gravenhage. Hij was tevens lid van het stadsbestuur als schepen, vroedschap en tussen 1594 en 1618 meerdere maal burgemeester. Jacob was getrouwd met Maria van Suyrendael. Zij kregen:
- Cornelis van Wouw; regent Burgerweeshuis (1611) en schepen[4]
- Hillebrant van Wouw; vanaf 25 februari 1605 bekleedde hij het ambt van landsdrukker bij de Staten-Generaal van de Nederlanden. In 1619 gezien als een van de belangrijkste personen in het Haagse boekbedrijf.[5] In 1622 nam zijn weduwe de functie van landsdrukker over.
- Abraham van Wouw; apotheker[3]

Jacob kocht in 1613 de boerderij Hoofbosch in De Lier.